# Джентиле Белини
Джентиле Белини (на италиански: Gentile Bellini, * ок. 1429, Венеция, Венецианска република, † 23 февруари 1507, пак там) е италиански художник от Венецианската школа.

## Произход
Той е син на Якопо Белини и по-голям брат на Джовани Белини. Негов осиновен брат е Андреа Мантеня. Той е първият художник, който рисува с маслени бои. Кръстен е Джентиле на учителя на баща му Якопо – Джентиле да Фабриано. Учи живопис в ателието на своя баща. Днес често стои в сянката на по-известните членове на семейството си, но в своето време той е смятан за един от най-големите живи художници във Венеция и не страда от липса на внимание и работа.
Талантът си като портретист той разкрива още в ранна възраст. Джентиле е почитан преживе като художник във Венеция. Неговият талант е високо оценен от император Фридрих III. През 1479 г. е изпратен от Венецианското правителство в Константинопол при султан Мехмед II, който иска да му изпратят най-добрия портретист.
Заедно с Ладзаро Бастиани, Виторе Карпачо, Джовани ди Николо Мансуети и Бенедето Рускони Джентиле е един от художниците наети да рисуват на 10-те живописни цикли по темата, известна като „Чудесата на реликвата на Светия кръст“.
Художникът е известен с портретите си на венециански дожове и с големите сюжетни платна. Голяма част от творбите му са унищожени по време на пожара в Двореца на дожите (Венеция) през 1579 г.
Джентиле рисува портрет на кралицата на Кипър Катерина Корнаро. Това е вторият ѝ известен портрет, който сега се съхранява в Музея за изящни изкуства (Будапеща).

## Творби
- Дож Джовани Мосениго
- „Портрет на дож Джовани Мосениго“ – преди реставрацията
- „Портрет на дож Джовани Мосениго“ – реставриран
- „Дож Лоренцо Джустиниани“
- „Мадона с младенеца и дарители“.1460,
 Берлинска картинна галерия
- Катерина Корнаро
Музей за изящни изкуства (Будапеща)
- „Портрет на мъж“